# Cape Canaveral Space Force Station

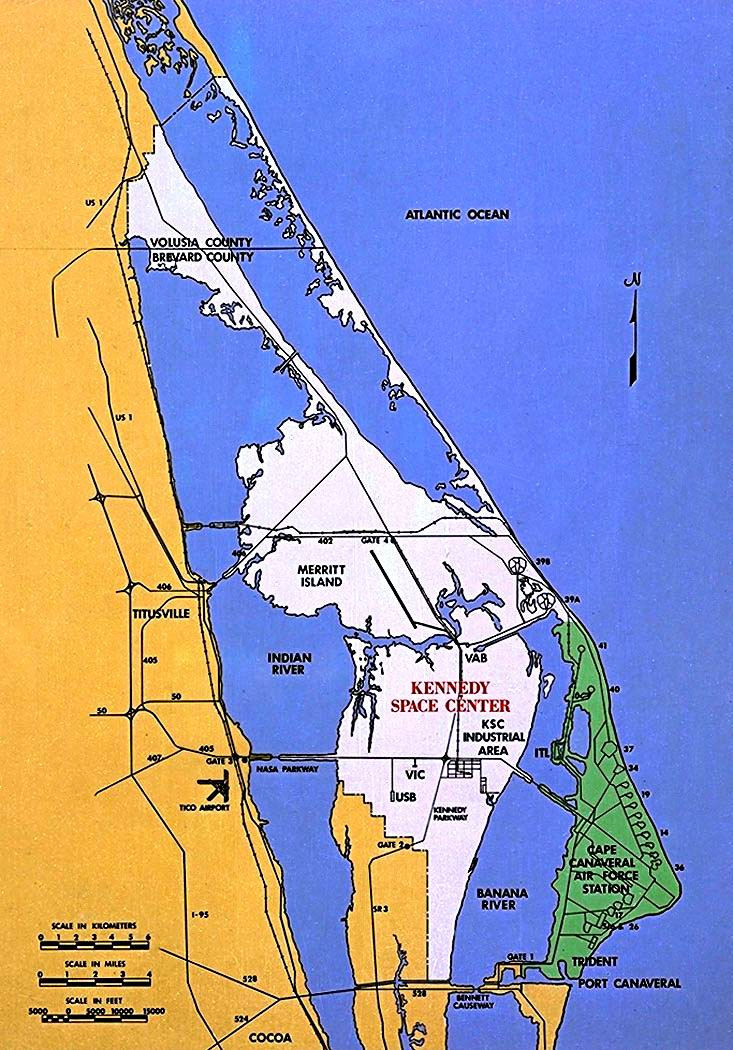
Mapa kosmodromu (na zielono)

Cape Canaveral Space Force Station (CCSFS) – kosmodrom i poligon rakietowy należący do Departamentu Obrony Stanów Zjednoczonych. Położony na przylądku Canaveral, na Florydzie; sąsiaduje z kosmodromem NASA – Centrum Lotów Kosmicznych imienia Johna F. Kennedy’ego. Pierwszy start z tego kosmodromu miał miejsce w lipcu 1950 roku, była to rakieta sondażowa Bumper.
Z Cape Canaveral Air Force Station wystartowało wiele misji przełomowych dla amerykańskiego programu kosmicznego, m.in.:
- 1 lutego 1958 – Explorer 1, pierwszy amerykański satelita
- 5 maja 1961 – Mercury-Redstone 3, Alan Shepard zostaje pierwszym Amerykaninem w kosmosie (lot suborbitalny)
- 20 lutego 1962 – Mercury-Atlas 6, pierwszy amerykański załogowy lot orbitalny (John Glenn)
- 23 marca 1965 – Gemini 3, pierwszy amerykański lot załogi dwuosobowej
- 30 maja 1966 – Surveyor 1, pierwsze udane lądowanie amerykańskiej sondy na Księżycu

Stąd startowało również wiele sond kosmicznych eksplorujących Układ Słoneczny, np. Pioneer 10, Pioneer 11, Voyager 1, Voyager 2, Cassini-Huygens, MESSENGER, Mars Science Laboratory.